# FK Novi Pazar
Maillots
Actualités
Dernière mise à jour : 18 octobre 2024.
Le Fudbalski Klub Novi Pazar (en serbe : Фудбалски Клуб Нови Пазар), plus couramment abrégé en FK Novi Pazar, est un club serbe de football fondé en 1928 et basé dans la ville de Novi Pazar.

## Bilan sportif

### Bilan par saison
| Saison    | Championnat | Championnat | Championnat | Championnat | Championnat | Championnat | Championnat | Championnat | Championnat | Championnat | Coupe de Serbie     |
| Saison    | Division    | Pos         | Pts         | J           | V           | N           | D           | BP          | BC          | Diff        | Coupe de Serbie     |
| --------- | ----------- | ----------- | ----------- | ----------- | ----------- | ----------- | ----------- | ----------- | ----------- | ----------- | ------------------- |
| 2006-2007 | 2e          | 13e         | 53          | 38          | 15          | 8           | 15          | 45          | 51          | -6          | —                   |
| 2007-2008 | 2e          | 12e         | 45          | 34          | 12          | 9           | 13          | 39          | 29          | +10         | Seizièmes de finale |
| 2008-2009 | 2e          | 16e         | 36          | 34          | 10          | 6           | 18          | 33          | 47          | -14         | Seizièmes de finale |
| 2009-2010 | 2e          | 9e          | 46          | 34          | 13          | 7           | 14          | 33          | 38          | -5          | Huitièmes de finale |
| 2010-2011 | 2e          | 3e          | 71          | 34          | 21          | 8           | 5           | 46          | 20          | +26         | Seizièmes de finale |
| 2011-2012 | 1re         | 14e         | 28          | 30          | 6           | 10          | 14          | 21          | 41          | -20         | Seizièmes de finale |
| 2012-2013 | 1re         | 14e         | 30          | 30          | 7           | 9           | 14          | 29          | 40          | -11         | Huitièmes de finale |
| 2013-2014 | 1re         | 8e          | 39          | 30          | 11          | 6           | 13          | 32          | 34          | -2          | Huitièmes de finale |
| 2014-2015 | 1re         | 5e          | 47          | 30          | 13          | 8           | 9           | 39          | 28          | +11         | Seizièmes de finale |
| 2015-2016 | 1re         | 14e         | 40          | 37          | 10          | 10          | 17          | 29          | 50          | -21         | Seizièmes de finale |
| 2016-2017 | 1re         | 16e         | 27          | 37          | 7           | 6           | 24          | 29          | 68          | -39         | Huitièmes de finale |
| 2017-2018 | 2e          | 9e          | 40          | 30          | 9           | 13          | 8           | 28          | 33          | -5          | Seizièmes de finale |
| 2018-2019 | 2e          | 14e         | 29          | 37          | 7           | 8           | 22          | 28          | 63          | -35         | Seizièmes de finale |
| 2019-2020 | 2e          | 10e         | 40          | 30          | 11          | 7           | 12          | 32          | 31          | +1          | Seizièmes de finale |
| 2020-2021 | 1re         | 12e         | 49          | 38          | 14          | 7           | 17          | 50          | 60          | -10         | Seizièmes de finale |
| 2021-2022 | 1re         | 13e         | 41          | 37          | 10          | 11          | 16          | 39          | 54          | -15         | Demi-finales        |
| 2022-2023 | 1re         | 6e          | 51          | 37          | 15          | 6           | 16          | 40          | 49          | -9          | Quarts de finale    |

Légende
- Promotion en division supérieure.
- Relégation en division inférieure.

### Bilan européen
Note : dans les résultats ci-dessous, le score du club est toujours donné en premier
| Saison    | Compétition      | Tour            | Club                  | Domicile | Extérieur | Total |
| --------- | ---------------- | --------------- | --------------------- | -------- | --------- | ----- |
| 2025-2026 | Ligue Conférence | Deuxième tour Q | Jagiellonia Białystok | 1 - 2    | 1 - 3     | 2 - 5 |

Légende
- Victoire ou qualification pour le tour suivant.
- Match nul.
- Défaite ou élimination de la compétition.

## Personnalités du club

### Présidents
- Ismet Kurtanović

### Entraîneurs
| - Hysni Maxhuni (1995 - 1996) - Bajro Župić - Fikret Grbović - Sead Halilagić (2006 - 2007) - Mladen Dodić (2007 - 2008) - Dušan Jevrić (2008 - 2009) - Jovica Škoro (2010 - 2011) - Izet Ljajić (2011) - Mihailo Ivanović (2011) | - Ljubomir Ristovski (2011 - 2012) - Dragoljub Bekvalac (2012) - Slavenko Kuzeljević (2012 - 2013) - Nebojša Vučićević (2013) - Milan Milanović (2013) - Zoran Njeguš (2013 - 2014) - Milorad Kosanović (2014 - 2015) - Zoran Marić (2016) - Slavko Matić (2019) | - Darko Tešović (2019) - Kenan Kolašinac (2019 - 2020) - Dragan Batak (2020 - 2021) - Davor Berber (2021) - Milan Milanović (2021) - Kenan Kolašinac (2021) - Dragan Radojičić (2021 - ) |

### Anciens joueurs
- Almir Gegič
- Dragiša Pejović